# Lista de condados da Dakota do Sul

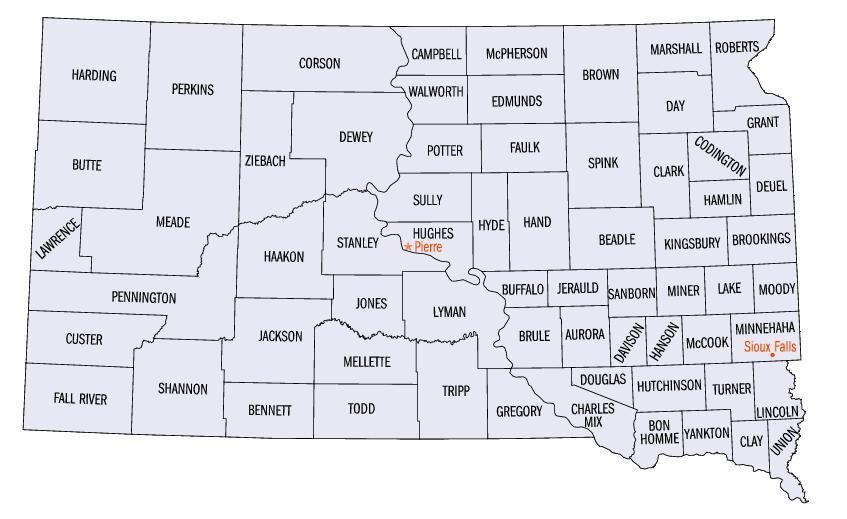
Mapa de condados da Dakota do Sul

| - Aurora - Beadle - Bennett - Bon Homme - Brookings - Brown - Brule - Buffalo - Butte - Campbell - Charles Mix | - Clark - Clay - Codington - Corson - Custer - Davison - Day - Deuel - Dewey - Douglas - Edmunds | - Fall River - Faulk - Grant - Gregory - Haakon - Hamlin - Hand - Hanson - Harding - Hughes - Hutchinson | - Hyde - Jackson - Jerauld - Jones - Kingsbury - Lake - Lawrence - Lincoln - Lyman - Marshall - McCook | - McPherson - Meade - Mellette - Miner - Minnehaha - Moody - Pennington - Perkins - Potter - Roberts - Sanborn | - Shannon - Spink - Stanley - Sully - Todd - Tripp - Turner - Union - Walworth - Yankton - Ziebach |